# Glochidion varians
Glochidion varians är en emblikaväxtart som beskrevs av Friedrich Anton Wilhelm Miquel. Glochidion varians ingår i släktet Glochidion och familjen emblikaväxter.
Artens utbredningsområde är Sumatera. Inga underarter finns listade i Catalogue of Life.